# Nicola Romanin
Nicola Romanin (26 de febrero de 1994) es un deportista italiano que compite en biatlón. Ganó una medalla de bronce en el Campeonato Europeo de Biatlón de 2024, en la prueba de relevo mixto.

## Palmarés internacional
| Campeonato Europeo | Campeonato Europeo   | Campeonato Europeo | Campeonato Europeo |
| Año                | Lugar                | Medalla            | Prueba             |
| ------------------ | -------------------- | ------------------ | ------------------ |
| 2024               | Osrblie (Eslovaquia) | Medalla de bronce  | Relevo mixto       |